# Pearson (Unternehmen)
Das Unternehmen Pearson ist ein Medienkonzern mit Firmensitz in London (Vereinigtes Königreich). Es ist der größte Bildungsverlag, der größte Buchverlag und die umsatzstärkste Verlagsgruppe weltweit, Marktführer in Großbritannien, Indien, Australien und Neuseeland sowie jeweils zweitgrößte Verlagsgruppe in den USA und Kanada.

## Unternehmensprofil
Die Pearson-Gruppe umfasst u. a. folgende Geschäftseinheiten:
- Zu der Sparte Pearson Education zählen wissenschaftlich-technisch orientierte und Lehrbuchverlage wie Pearson Longman, Prentice Hall, Benjamin Cummings, Pearson Scott Foresman, Harcourt Education und der Stark Verlag. Über die 100-prozentige Zwischengesellschaft Pearson Education Deutschland GmbH gehören dazu auch Pearson Studium und ELT (English Language Teaching) in München, bis 2013 auch der Markt & Technik Verlag und Addison-Wesley.[5]

- Die Unternehmenssparte Pearson Clinical and Talent Assessment entwickelt und vertreibt psychologische Testverfahren für den klinischen als auch für den Humankapital-Bereich. Durch den Einsatz klinischer diagnostischer Verfahren wird Psychologen die Diagnosefindung erleichtert, um z. B. Entwicklungsstörungen (Testverfahren, wie Movement ABC-2; ET 6-6-R, BOT-2) bei Kindern oder psychische Störungen (Kindes- und Erwachsenenalter) zu erkennen und nach fundierten Lösungen zu suchen. Im Talent-Assessment-Bereich unterstützen diagnostische Testverfahren HR-Fachpersonal bei der Personalauswahl, um hochqualifizierte und passende Mitarbeiter für ein Unternehmen zu rekrutieren (Testverfahren wie SOSIE/DWP und Watson-Glaser Critical Thinking Appraisal).

- Pearson ist Teilhaber von Bridge International Academies, die in afrikanischen Ländern und Indien gewinnorientierte Vor- und Primarschulen betreiben.[6]

Pearson PLC hat über 24.000 (2017) Beschäftigte und machte im Jahr 2017 einen Umsatz von 4,219 Milliarden Pfund.

## Geschichte
Das Unternehmen geht auf die unternehmerischen Tätigkeiten von Samuel Pearson und seiner Nachkommen seit 1844 zurück. Zunächst ein regionales Bauunternehmen mit Schwerpunkt in Yorkshire, entwickelte sich Pearson zu Ende des 19. Jahrhunderts unter der Leitung des Enkels des Firmengründers, Weetman Pearson, zum globalen Unternehmen, das Großprojekte in den USA, China und Lateinamerika, wie etwa die East River Tunnel oder den Kanal zur Entwässerung des Texcoco-See in Mexiko-Stadt verwirklichte. Das Unternehmen engagierte sich ab 1901, unter dem Eindruck des Erdölbooms im benachbarten Texas, stark in der mexikanischen Erdölindustrie. Die verschiedenen Beteiligungen wurden 1909 zur Aguila / Mexican Eagle Petroleum Company zusammengefasst und 1919 von der Royal Dutch Shell erworben, Aguila blieb bis zur Verstaatlichung der größte mexikanische Ölkonzern. Ebenfalls 1919 erwarb Pearson eine zunächst 45-prozentige Beteiligung am Londoner Zweig des Bankhauses Lazard, die in wechselnder Form, bis zum Ende des 20. Jahrhunderts währte.
Die Entwicklung von Pearson vom Bauunternehmen und Industriekonzern zur Mediengruppe fand erst nach dem Zweiten Weltkrieg statt.
Im Jahre 2000 kaufte der zu Bertelsmann gehörende luxemburgisch-deutsche Konkurrent CLT-UFA (Mutterkonzern u. a. der deutschen Fernsehsender RTL, RTL II, Super RTL, VOX und der UFA) Pearson seine TV-Sparte Pearson Television ab und benannte sich daraufhin in RTL Group um; durch Fusion von Pearson Television mit der UFA innerhalb der RTL Group entstand 2001 die in London ansässige FremantleMedia, eine der größten europäischen Produktionsfirmen und Rechteinhaber mit Tochtergesellschaften in 22 Ländern.
2007 übernahm Pearson für 700 Millionen Euro die Geschäftsbereiche Harcourt Assessment und Harcourt Education International vom britisch-niederländischen Konkurrenten Reed Elsevier.
Über die FT Group zählten eine Reihe europäischer Wirtschaftszeitungen zum Konzern. 2007 wurde die französische Finanz-Zeitung Les Echos an den Luxusgüterkonzern LVMH verkauft. Der Gruner + Jahr Verlag übernahm im Januar 2008 die 50-prozentige Beteiligung an der Financial Times Deutschland; er war seitdem bis zur Einstellung der Zeitung im Jahr 2012 alleiniger Eigentümer. Die spanische Wirtschaftszeitung Expansión wird jetzt von der spanischen Unidad Editorial verlegt, einem 89 %-Tochterunternehmen der italienischen RCS MediaGroup. Seit Anfang August 2011 gehört der Stark Verlag (Hallbergmoos) zur Mediengruppe Pearson Deutschland.
2013 fusionierte der zu Bertelsmann gehörende Verlag Random House mit Penguin Books, das zu Pearson gehörte. An der neu entstandenen Penguin Random House Gruppe erhielt Bertelsmann 53 Prozent der Anteile und Pearson 47 Prozent. Nachdem Bertelsmann im Juli 2017 seine Anteile an Penguin Random House auf 75 Prozent erhöhte, übernahm Bertelsmann im Dezember 2019 auch die verbleibenden 25 Prozent, so dass sich Penguin Random House nun vollständig im Besitz von Bertelsmann befindet.
Am 23. Juli 2015 gab die japanische Mediengruppe Nikkei den Abschluss einer Vereinbarung mit Pearson zum Kauf der Financial Times für einen Preis von 844 Mio. Pfund (1,2 Mrd. Euro) bekannt. Die Transaktion wurde am 30. November 2015 abgeschlossen. Wenige Tage später bestätigte Pearson, Verhandlungen über die Aufgabe seines hälftigen Anteils an The Economist Group zu führen. Die Anteile wurden im August 2015 überwiegend an die Familie Agnelli verkauft.